# 新潟県道87号名立谷浜インター線
新潟県道87号名立谷浜インター線（にいがたけんどう87ごう なだちたにはまインターせん）は、新潟県上越市を通る県道（主要地方道）である。

## 概要
北陸自動車道の名立谷浜ICと国道8号を結ぶ役割を持つ道路。名立谷浜のランプウェイからは、そのまま当道路に直通している。

### 路線データ
- 起点：上越市茶屋ヶ原（北陸自動車道・名立谷浜インターチェンジ）
- 終点：上越市名立区名立小泊（名立インター入口交差点、国道8号交点）

## 歴史
- 1993年（平成5年）5月11日 - 建設省から、県道名立谷浜インター線が名立谷浜インター線として主要地方道に指定される[1]。

## 地理

### 通過する自治体
- 上越市

### 交差する道路
- 北陸自動車道（名立谷浜IC）

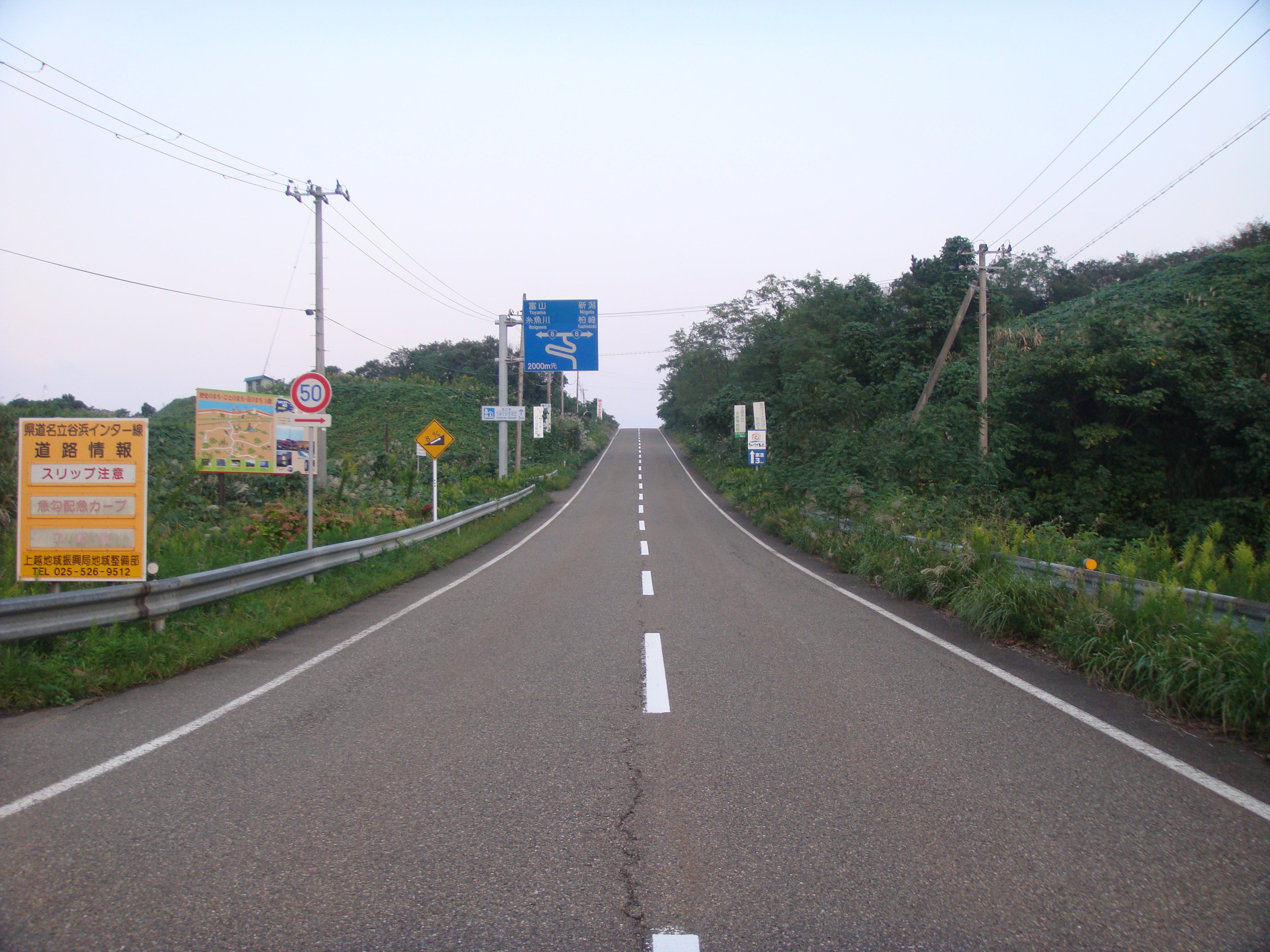
上越市茶屋ケ原付近
（2011年（平成23年）10月撮影）

- 新潟県道542号上越糸魚川自転車道線（自転車・歩行者専用道）
- 国道8号（名立インター入口交差点、終点）